# Латимер (Пенсилванија)
Латимер (енгл. Lattimer) насељено је место без административног статуса у америчкој савезној држави Пенсилванија.

## Демографија
По попису из 2010. године број становника је 554.
| Група             | 2000.    | 2010.       |
| Белци             | 0 (0,0%) | 531 (95,8%) |
| Афроамериканци    | 0 (0,0%) | 11 (2,0%)   |
| Азијати           | 0 (0,0%) | 1 (0,2%)    |
| Хиспаноамериканци | 0 (0,0%) | 9 (1,6%)    |
| Укупно            | 0        | 554         |